# Резолюции на Съвета за сигурност на ООН от 1 до 100
Това е списък на резолюциите на Съвета за сигурност на ООН от 1 до 100, които са приети между 25 януари 1946 г. и 27 октомври 1953 г.
| Резолюция | Дата                 | За | Против                                       | Въздържали се | Предмет                                                                                |
| --------- | -------------------- | --- | -------------------------------------------- | --- | -------------------------------------------------------------------------------------- |
| 1         | 25 януари 1946 г.    | Приета без гласуване | Приета без гласуване                         | Приета без гласуване | Създаване на Комитет на началник-щабовете                                              |
| 2         | 30 януари 1946 г.    | Република Китай · Франция · Великобритания · Съединени американски щати · Съюз на съветските социалистически републики · Австралия · Бразилия · Египет · Мексико · Нидерландия · Полша                                 | 0                                            | 0 | Иранската криза от 1946 г.                                                             |
| 3         | 4 април 1946 г.      | Република Китай · Франция · Великобритания · Съединени американски щати · Бразилия · Египет · Мексико · Нидерландия · Полша                                                                                            | 0                                            | Съюз на съветските социалистически републики                                                                             | Иранската криза от 1946 г.                                                             |
| 4         | 29 април 1946 г.     | Република Китай · Франция · Великобритания · Съединени американски щати · Австралия · Бразилия · Египет · Мексико · Нидерландия · Полша                                                                                | 0                                            | Съюз на съветските социалистически републики                                                                             | Влиянието на испанския режим на Франко върху мира и сигурността.                       |
| 5         | 8 май 1946 г.        | Република Китай · Франция · Великобритания · Съединени американски щати · Австралия · Бразилия · Египет · Мексико · Нидерландия · Полша                                                                                | 0                                            | Съюз на съветските социалистически републики                                                                             | Иранската криза                                                                        |
| 6         | 17 май 1946 г.       | Република Китай · Франция · Великобритания · Съединени американски щати · Съюз на съветските социалистически републики · Австралия · Бразилия · Египет · Мексико · Нидерландия · Полша                                 | 0                                            | 0 | Процедурни правила за прием на нови членове на ООН                                     |
| 7         | 26 юни 1946 г.       | Гласувана на части | Гласувана на части                           | Гласувана на части | Влиянието на испанския режим на Франко върху мира и сигурността.                       |
| 8         | 29 август 1946 г.    | Република Китай · Франция · Великобритания · Съединени американски щати · Съюз на съветските социалистически републики · Бразилия · Египет · Мексико · Нидерландия · Полша                                             | 0                                            | Австралия | Приемане на нови членове в ООН: Афганистан, Исландия и Швеция                          |
| 9         | 15 октомври 1946 г.  | Република Китай · Франция · Великобритания · Съединени американски щати · Съюз на съветските социалистически републики · Австралия · Бразилия · Египет · Мексико · Нидерландия · Полша                                 | 0                                            | 0 | Юрисдикцията на Международния съд                                                      |
| 10        | 4 ноември 1946 г.    | Република Китай · Франция · Великобритания · Съединени американски щати · Съюз на съветските социалистически републики · Австралия · Бразилия · Египет · Мексико · Нидерландия · Полша                                 | 0                                            | 0 | Влиянието на испанския режим върху мира и сигурността.                                 |
| 11        | 15 ноември 1946 г.   | Приета без гласуване | Приета без гласуване                         | Приета без гласуване | Международният съд и Швейцария                                                         |
| 12        | 10 декември 1946 г.  | Гласувана на части | Гласувана на части                           | Гласувана на части | Гръцкият въпрос                                                                        |
| 13        | 12 декември 1946 г.  | Република Китай · Франция · Великобритания · Съединени американски щати · Съюз на съветските социалистически републики · Австралия · Бразилия · Египет · Мексико · Нидерландия · Полша                                 | 0                                            | 0 | Приемане на нови членове в ООН: Сиам (Тайланд)                                         |
| 14        | 16 декември 1946 г.  | Република Китай · Франция · Великобритания · Австралия · Бразилия · Египет · Мексико · Нидерландия · Полша | 0                                            | Съединени американски щати · Съюз на съветските социалистически републики                                                | Срокът на ротационното председателство и на мандата на непостоянните членове на Съвета |
| 15        | 19 декември 1946 г.  | Република Китай · Франция · Великобритания · Съединени американски щати · Съюз на съветските социалистически републики · Австралия · Бразилия · Египет · Мексико · Нидерландия · Полша                                 | 0                                            | 0 | Гръцкият въпрос                                                                        |
| 16        | 10 януари 1947 г.    | Република Китай · Франция · Великобритания · Съединени американски щати · Съюз на съветските социалистически републики · Белгия · Бразилия · Колумбия · Полша · Сирия                                                  | 0                                            | Австралия | Свободна територия Триест                                                              |
| 17        | 10 февруари 1947 г.  | Република Китай · Франция · Великобритания · Съединени американски щати · Австралия · Белгия · Бразилия · Колумбия · Сирия                                                                                             | 0                                            | Полша · Съюз на съветските социалистически републики                                                                     | Гръцкият въпрос                                                                        |
| 18        | 13 февруари 1947 г.  | Република Китай · Франция · Великобритания · Съединени американски щати · Австралия · Белгия · Бразилия · Колумбия · Полша · Сирия                                                                                     | 0                                            | Съюз на съветските социалистически републики                                                                             | Въоръженията: контрол и намаляване                                                     |
| 19        | 27 февруари 1947 г.  | Република Китай · Франция · Великобритания · Съединени американски щати · Австралия · Белгия · Бразилия · Колумбия | 0                                            | Полша · Сирия · Съюз на съветските социалистически републики                                                             | Инцидентът в пролива на Корфу                                                          |
| 20        | 10 март 1947 г.      | Република Китай · Франция · Великобритания · Съединени американски щати · Съюз на съветските социалистически републики · Австралия · Белгия · Бразилия · Колумбия · Полша · Сирия                                      | 0                                            | 0 | Международен контрол над атомната енергия                                              |
| 21        | 2 април 1947 г.      | Република Китай · Франция · Великобритания · Съединени американски щати · Съюз на съветските социалистически републики · Австралия · Белгия · Бразилия · Колумбия · Полша · Сирия                                      | 0                                            | 0 | Опека над стратегически райони: бившите колонии на Германия в Тихия океан              |
| 22        | 9 април 1947 г.      | Република Китай · Франция · Съединени американски щати · Австралия · Белгия · Бразилия · Колумбия · Сирия | 0                                            | Полша · Съюз на съветските социалистически републики                                                                     | Инцидентът в пролива на Корфу                                                          |
| 23        | 18 април 1947 г.     | Република Китай · Франция · Великобритания · Съединени американски щати · Австралия · Белгия · Бразилия · Колумбия · Сирия                                                                                             | 0                                            | Полша · Съюз на съветските социалистически републики                                                                     | Гръцкият въпрос                                                                        |
| 24        | 30 април 1947 г.     | Република Китай · Франция · Великобритания · Съединени американски щати · Съюз на съветските социалистически републики · Белгия · Бразилия · Колумбия · Полша · Сирия                                                  | 0                                            | Австралия | Приемане на нови членове в ООН: Унгария                                                |
| 25        | 23 май 1947 г.       | Република Китай · Франция · Великобритания · Съединени американски щати · Съюз на съветските социалистически републики · Белгия · Бразилия · Колумбия · Полша · Сирия                                                  | 0                                            | Австралия | Приемане на нови членове в ООН: Италия                                                 |
| 26        | 4 юни 1947 г.        | Република Китай · Франция · Великобритания · Съединени американски щати · Съюз на съветските социалистически републики · Австралия · Белгия · Бразилия · Колумбия · Полша · Сирия                                      | 0                                            | 0 | Промяна на процедурните правила на Съвета за сигурност                                 |
| 27        | 1 август 1947 г.     | Гласувана на части | Гласувана на части                           | Гласувана на части | Индонезийският въпрос                                                                  |
| 28        | 6 август 1947 г.     | Република Китай · Франция · Великобритания · Съединени американски щати · Съюз на съветските социалистически републики · Белгия · Бразилия · Колумбия · Полша · Сирия                                                  | 0                                            | Австралия | Гръцкият въпрос                                                                        |
| 29        | 12 август 1947 г.    | Република Китай · Франция · Великобритания · Съединени американски щати · Съюз на съветските социалистически републики · Австралия · Белгия · Бразилия · Колумбия · Полша · Сирия                                      | 0                                            | 0 | Приемане на нови членове в ООН: Йемен и Пакистан                                       |
| 30        | 25 август 1947 г.    | Република Китай · Франция · Съединени американски щати · Австралия · Белгия · Бразилия · Сирия | 0                                            | Великобритания · Колумбия · Полша · Съюз на съветските социалистически републики                                         | Индонезийският въпрос                                                                  |
| 31        | 25 август 1947 г.    | Република Китай · Франция · Великобритания · Съединени американски щати · Австралия · Белгия · Бразилия · Колумбия | 0                                            | Полша · Сирия · Съюз на съветските социалистически републики                                                             | Индонезийският въпрос                                                                  |
| 32        | 26 август 1947 г.    | Република Китай · Франция · Съединени американски щати · Съюз на съветските социалистически републики · Австралия · Белгия · Бразилия · Колумбия · Полша · Сирия                                                       | 0                                            | Великобритания | Индонезийският въпрос                                                                  |
| 33        | 27 август 1947 г.    | Република Китай · Франция · Великобритания · Съединени американски щати · Съюз на съветските социалистически републики · Белгия · Бразилия · Колумбия · Полша · Сирия                                                  | 0                                            | Австралия | Процедурни въпроси                                                                     |
| 34        | 15 септември 1947 г. | Република Китай · Франция · Великобритания · Съединени американски щати · Австралия · Белгия · Бразилия · Колумбия · Сирия                                                                                             | 0                                            | Полша · Съюз на съветските социалистически републики                                                                     | Гръцкият въпрос                                                                        |
| 35        | 3 октомври 1947 г.   | Република Китай · Франция · Великобритания · Съединени американски щати · Австралия · Белгия · Бразилия · Колумбия · Сирия                                                                                             | 0                                            | Полша · Съюз на съветските социалистически републики                                                                     | Индонезийският въпрос                                                                  |
| 36        | 1 ноември 1947 г.    | Република Китай · Франция · Великобритания · Съединени американски щати · Австралия · Белгия · Бразилия | Полша                                        | Колумбия · Сирия · Съюз на съветските социалистически републики                                                          | Индонезийският въпрос                                                                  |
| 37        | 9 декември 1947 г.   | Приета без гласуване | Приета без гласуване                         | Приета без гласуване | Процедурни въпроси                                                                     |
| 38        | 17 януари 1948 г.    | Република Китай · Франция · Великобритания · Съединени американски щати · Аржентина · Белгия · Канада · Колумбия · Сирия                                                                                               | 0                                            | Съюз на съветските социалистически републики · Украинска съветска социалистическа република                              | Индо-пакистанският въпрос                                                              |
| 39        | 20 януари 1948 г.    | Република Китай · Франция · Великобритания · Съединени американски щати · Аржентина · Белгия · Канада · Колумбия · Сирия                                                                                               | 0                                            | Съюз на съветските социалистически републики · Украинска съветска социалистическа република                              | Индо-пакистанският въпрос                                                              |
| 40        | 28 февруари 1948 г.  | Република Китай · Франция · Великобритания · Съединени американски щати · Белгия · Канада · Колумбия · Сирия | 0                                            | Аржентина · Съюз на съветските социалистически републики · Украинска съветска социалистическа република                  | Индонезийският въпрос                                                                  |
| 41        | 28 февруари 1948 г.  | Република Китай · Франция · Великобритания · Съединени американски щати · Аржентина · Белгия · Канада | 0                                            | Колумбия · Сирия · Съюз на съветските социалистически републики · Украинска съветска социалистическа република           | Индонезийският въпрос                                                                  |
| 42        | 5 март 1948 г.       | Република Китай · Франция · Съединени американски щати · Съюз на съветските социалистически републики · Белгия · Канада · Колумбия · Украинска съветска социалистическа република                                      | 0                                            | Аржентина · Великобритания · Сирия                                                                                       | Палестинският въпрос                                                                   |
| 43        | 1 април 1948 г.      | Великобритания · Република Китай · Франция · Съединени американски щати · Съюз на съветските социалистически републики · Аржентина · Белгия · Канада · Колумбия · Сирия · Украинска съветска социалистическа република | 0                                            | 0 | Палестинският въпрос                                                                   |
| 44        | 1 април 1948 г.      | Република Китай · Франция · Великобритания · Съединени американски щати · Аржентина · Белгия · Канада · Колумбия · Сирия                                                                                               | 0                                            | Съюз на съветските социалистически републики · Украинска съветска социалистическа република                              | Палестинският въпрос                                                                   |
| 45        | 10 април 1948 г.     | Великобритания · Република Китай · Франция · Съединени американски щати · Съюз на съветските социалистически републики · Белгия · Канада · Колумбия · Сирия · Украинска съветска социалистическа република             | 0                                            | Аржентина | Приемане на нови членове в ООН: Бирма                                                  |
| 46        | 17 април 1948 г.     | Република Китай · Франция · Великобритания · Съединени американски щати · Аржентина · Белгия · Канада · Колумбия · Сирия                                                                                               | 0                                            | Съюз на съветските социалистически републики · Украинска съветска социалистическа република                              | Палестинският въпрос                                                                   |
| 47        | 21 април 1948 г.     | Гласувана на части | Гласувана на части                           | Гласувана на части | Индо-пакистанският въпрос                                                              |
| 48        | 23 април 1948 г.     | Република Китай · Франция · Великобритания · Съединени американски щати · Аржентина · Белгия · Канада · Сирия | 0                                            | Колумбия · Съюз на съветските социалистически републики · Украинска съветска социалистическа република                   | Палестинският въпрос                                                                   |
| 49        | 22 май 1948 г.       | Република Китай · Франция · Великобритания · Съединени американски щати · Аржентина · Белгия · Канада · Колумбия | 0                                            | Съюз на съветските социалистически републики · Украинска съветска социалистическа република · Сирия                      | Палестинският въпрос                                                                   |
| 50        | 29 май 1948 г.       | Гласувана на части | Гласувана на части                           | Гласувана на части | Палестинският въпрос                                                                   |
| 51        | 3 юни 1948 г.        | Франция · Великобритания · Съединени американски щати · Аржентина · Белгия · Канада · Колумбия · Сирия | 0                                            | Република Китай · Съюз на съветските социалистически републики · Украинска съветска социалистическа република            | Индо-пакистанският въпрос                                                              |
| 52        | 22 юни 1948 г.       | Република Китай · Франция · Великобритания · Съединени американски щати · Аржентина · Белгия · Канада · Колумбия · Сирия                                                                                               | 0                                            | Съюз на съветските социалистически републики · Украинска съветска социалистическа република                              | Международен контрол над атомната енергия                                              |
| 53        | 7 юли 1948 г.        | Република Китай · Франция · Великобритания · Съединени американски щати · Аржентина · Белгия · Канада · Колумбия | 0                                            | Съюз на съветските социалистически републики · Украинска съветска социалистическа република · Сирия                      | Палестинският въпрос                                                                   |
| 54        | 15 юли 1948 г.       | Република Китай · Франция · Великобритания · Съединени американски щати · Белгия · Канада · Колумбия | Сирия                                        | Аржентина · Съюз на съветските социалистически републики · Украинска съветска социалистическа република                  | Палестинският въпрос                                                                   |
| 55        | 29 юли 1948 г.       | Република Китай · Франция · Великобритания · Съединени американски щати · Аржентина · Белгия · Канада · Колумбия · Сирия                                                                                               | 0                                            | Съюз на съветските социалистически републики · Украинска съветска социалистическа република                              | Индонезийският въпрос                                                                  |
| 56        | 19 август 1948 г.    | Гласувана на части | Гласувана на части                           | Гласувана на части | Палестинският въпрос                                                                   |
| 57        | 18 септември 1948 г. | Великобритания · Република Китай · Франция · Съединени американски щати · Съюз на съветските социалистически републики · Аржентина · Белгия · Канада · Колумбия · Сирия · Украинска съветска социалистическа република | 0                                            | 0 | Палестинският въпрос: убийството на Фолке Бернадот                                     |
| 58        | 28 септември 1948 г. | Приета без гласуване | Приета без гласуване                         | Приета без гласуване | Международния съд и Швейцария                                                          |
| 59        | 19 октомври 1948 г.  | Приета без гласуване | Приета без гласуване                         | Приета без гласуване | Палестинският въпрос: убийството на Фолке Бернадот                                     |
| 60        | 29 октомври 1948 г.  | Приета без гласуване | Приета без гласуване                         | Приета без гласуване | Палестинският въпрос                                                                   |
| 61        | 4 ноември 1948 г.    | Република Китай · Франция · Великобритания · Съединени американски щати · Аржентина · Белгия · Канада · Колумбия · Сирия                                                                                               | Украинска съветска социалистическа република | Съюз на съветските социалистически републики                                                                             | Палестинският въпрос                                                                   |
| 62        | 16 ноември 1948 г.   | Гласувана на части | Гласувана на части                           | Гласувана на части | Палестинският въпрос                                                                   |
| 63        | 24 декември 1948 г.  | Република Китай · Великобритания · Съединени американски щати · Аржентина · Канада · Колумбия · Сирия | 0                                            | Белгия · Франция · Съюз на съветските социалистически републики · Украинска съветска социалистическа република           | Индонезийският въпрос                                                                  |
| 64        | 28 декември 1948 г.  | Република Китай · Съединени американски щати · Съюз на съветските социалистически републики · Аржентина · Канада · Колумбия · Сирия · Украинска съветска социалистическа република                                     | 0                                            | Белгия · Франция · Великобритания                                                                                        | Индонезийският въпрос                                                                  |
| 65        | 28 декември 1948 г.  | Република Китай · Франция · Великобритания · Съединени американски щати · Белгия · Аржентина · Канада · Колумбия · Сирия                                                                                               | 0                                            | Съюз на съветските социалистически републики · Украинска съветска социалистическа република                              | Индонезийският въпрос                                                                  |
| 66        | 29 декември 1948 г.  | Република Китай · Франция · Великобритания · Белгия · Аржентина · Канада · Колумбия · Сирия | 0                                            | Съединени американски щати · Съюз на съветските социалистически републики · Украинска съветска социалистическа република | Палестинският въпрос                                                                   |
| 67        | 28 януари 1949 г.    | Гласувана на части | Гласувана на части                           | Гласувана на части | Индонезийският въпрос                                                                  |
| 68        | 10 февруари 1949 г.  | Република Китай · Франция · Великобритания · Съединени американски щати · Аржентина · Египет · Канада · Куба · Норвегия                                                                                                | 0                                            | Съюз на съветските социалистически републики · Украинска съветска социалистическа република                              | Въоръженията: регулиране и съкращаване                                                 |
| 69        | 4 март 1949 г.       | Република Китай · Франция · Съединени американски щати · Съюз на съветските социалистически републики · Аржентина · Египет · Канада · Куба · Норвегия · Украинска съветска социалистическа република                   | Египет                                       | Великобритания | Приемане на нови членове в ООН: Израел                                                 |
| 70        | 7 март 1949 г.       | Република Китай · Великобритания · Франция · Съединени американски щати · Съюз на съветските социалистически републики · Аржентина · Канада · Куба · Норвегия                                                          | 0                                            | Египет · Съюз на съветските социалистически републики · Украинска съветска социалистическа република                     | Опека над стратегически райони                                                         |
| 71        | 27 юни 1949 г.       | Република Китай · Франция · Великобритания · Съединени американски щати · Аржентина · Египет · Канада · Куба · Норвегия                                                                                                | 0                                            | Съюз на съветските социалистически републики · Украинска съветска социалистическа република                              | Международният съд и Лихтенщайн                                                        |
| 72        | 11 август 1949 г.    | Приета без гласуване | Приета без гласуване                         | Приета без гласуване | Палестинският въпрос                                                                   |
| 73        | 11 август 1949 г.    | Република Китай · Франция · Великобритания · Съединени американски щати · Аржентина · Египет · Канада · Куба · Норвегия                                                                                                | 0                                            | Съюз на съветските социалистически републики · Украинска съветска социалистическа република                              | Палестинският въпрос                                                                   |
| 74        | 16 септември 1949 г. | Република Китай · Франция · Великобритания · Съединени американски щати · Аржентина · Египет · Канада · Куба · Норвегия                                                                                                | 0                                            | Съюз на съветските социалистически републики · Украинска съветска социалистическа република                              | Международен контрол над атомната енергия                                              |
| 75        | 27 септември 1949 г. | Република Китай · Франция · Великобритания · Съединени американски щати · Аржентина · Канада · Норвегия | Украинска съветска социалистическа република | Египет · Куба · Съюз на съветските социалистически републики                                                             | Разходите на заместниците на представителите на държавите членки в комисиите на ООН    |
| 76        | 5 октомври 1949 г.   | Република Китай · Франция · Великобритания · Съединени американски щати · Аржентина · Египет · Канада · Куба · Норвегия                                                                                                | Украинска съветска социалистическа република | Съюз на съветските социалистически републики                                                                             | Бъдещите разходи на военните наблюдатели на ООН в Индонезия                            |
| 77        | 11 октомври 1949 г.  | Република Китай · Франция · Великобритания · Съединени американски щати · Аржентина · Египет · Канада · Куба · Норвегия                                                                                                | 0                                            | Съюз на съветските социалистически републики · Украинска съветска социалистическа република                              | Въоръженията: регулиране и съкращаване                                                 |
| 78        | 18 октомври 1949 г.  | Република Китай · Франция · Великобритания · Съединени американски щати · Аржентина · Египет · Канада · Куба · Норвегия                                                                                                | 0                                            | Съюз на съветските социалистически републики · Украинска съветска социалистическа република                              | Въоръженията: регулиране и съкращаване                                                 |
| 79        | 17 януари 1950 г.    | Тайван · Франция · Великобритания · Съединени американски щати · Египет · Еквадор · Индия · Куба · Норвегия | 0                                            | 0 | Въоръженията: регулиране и съкращаване                                                 |
| 80        | 14 март 1950 г.      | Тайван · Франция · Великобритания · Съединени американски щати · Еквадор · Египет · Куба · Норвегия | 0                                            | Индия · Югославия | Индо-пакистанският въпрос                                                              |
| 81        | 24 май 1950 г.       | Тайван · Франция · Великобритания · Съединени американски щати · Египет · Еквадор · Индия · Куба · Норвегия · Югославия                                                                                                | 0                                            | 0 | Процедурни правила                                                                     |
| 82        | 25 юни 1950 г.       | Тайван · Франция · Великобритания · Съединени американски щати · Египет · Еквадор · Индия · Куба · Норвегия | 0                                            | Югославия | Протест срещу агресията над Република Корея                                            |
| 83        | 27 юни 1950 г.       | Тайван · Франция · Великобритания · Съединени американски щати · Египет · Еквадор · Индия · Куба · Норвегия | Югославия                                    | 0 | Протест срещу агресията над Република Корея                                            |
| 84        | 7 юли 1950 г.        | Тайван · Франция · Великобритания · Съединени американски щати · Еквадор · Куба · Норвегия | 0                                            | Египет · Индия · Югославия                                                                                               | Протест срещу агресията над Република Корея                                            |
| 85        | 31 юли 1950 г.       | Тайван · Франция · Великобритания · Съединени американски щати · Египет · Еквадор · Индия · Куба · Норвегия | 0                                            | Югославия | Протест срещу агресията над Република Корея                                            |
| 86        | 26 септември 1950 г. | Франция · Великобритания · Съединени американски щати · Съюз на съветските социалистически републики · Египет · Еквадор · Индия · Куба · Норвегия · Югославия                                                          | 0                                            | Тайван | Приемане на нови членове в ООН: Република Индонезия                                    |
| 87        | 29 септември 1950 г. | Франция · Великобритания · Съюз на съветските социалистически републики · Еквадор · Индия · Норвегия · Югославия | Куба · Тайван · Съединени американски щати   | Египет | Протест срещу инвазията в Тайван                                                       |
| 88        | 8 ноември 1950 г.    | Франция · Великобритания · Съединени американски щати · Съюз на съветските социалистически републики · Еквадор · Индия · Норвегия · Югославия                                                                          | Куба · Тайван                                | Египет | Протест срещу агресията над Република Корея                                            |
| 89        | 17 ноември 1950 г.   | Тайван · Франция · Великобритания · Съединени американски щати · Еквадор · Индия · Норвегия · Югославия · Куба | 0                                            | Египет · Съюз на съветските социалистически републики                                                                    | Палестинският въпрос                                                                   |
| 90        | 31 януари 1951 г.    | Тайван · Франция · Великобритания · Съединени американски щати · Съюз на съветските социалистически републики · Бразилия · Еквадор · Индия · Нидерландия · Турция · Югославия                                          | 0                                            | 0 | Протест срещу агресията над Република Корея                                            |
| 91        | 30 март 1951 г.      | Тайван · Франция · Великобритания · Съединени американски щати · Бразилия · Еквадор · Нидерландия · Турция | 0                                            | Индия · Съюз на съветските социалистически републики · Югославия                                                         | Индо-пакистанският въпрос                                                              |
| 92        | 8 май 1951 г.        | Тайван · Франция · Великобритания · Съединени американски щати · Бразилия · Еквадор · Индия · Нидерландия · Турция · Югославия                                                                                         | 0                                            | Съюз на съветските социалистически републики                                                                             | Палестинският въпрос                                                                   |
| 93        | 18 май 1951 г.       | Тайван · Франция · Великобритания · Съединени американски щати · Бразилия · Еквадор · Индия · Нидерландия · Турция · Югославия                                                                                         | 0                                            | Съюз на съветските социалистически републики                                                                             | Палестинският въпрос                                                                   |
| 94        | 29 май 1951 г.       | Тайван · Франция · Великобритания · Съединени американски щати · Съюз на съветските социалистически републики · Бразилия · Еквадор · Индия · Нидерландия · Турция · Югославия                                          | 0                                            | 0 | Международният съд                                                                     |
| 95        | 1 септември 1951 г.  | Франция · Великобритания · Съединени американски щати · Бразилия · Еквадор · Нидерландия · Турция · Югославия | 0                                            | Индия · Тайван · Съюз на съветските социалистически републики                                                            | Палестинският въпрос                                                                   |
| 96        | 10 ноември 1951 г.   | Тайван · Франция · Великобритания · Съединени американски щати · Бразилия · Еквадор · Нидерландия · Турция · Югославия                                                                                                 | 0                                            | Индия · Съюз на съветските социалистически републики                                                                     | Индо-пакистанският въпрос                                                              |
| 97        | 30 януари 1952 г.    | Без информация за вота | Без информация за вота                       | Без информация за вота                                                                                                   | Въоръженията: регулиране и съкращаване                                                 |
| 98        | 23 декември 1952 г.  | Тайван · Франция · Великобритания · Съединени американски щати · Бразилия · Гърция · Нидерландия · Турция · Чили | 0                                            | Съюз на съветските социалистически републики                                                                             | Индо-пакистанският въпрос                                                              |
| 99        | 12 август 1953 г.    | Приета без гласуване | Приета без гласуване                         | Приета без гласуване | Международният съд                                                                     |
| 100       | 27 октомври 1953 г.  | Тайван · Франция · Великобритания · Съединени американски щати · Съюз на съветските социалистически републики · Гърция · Дания · Колумбия · Ливан · Пакистан · Чили                                                    | 0                                            | 0 | Палестинският въпрос                                                                   |